# Минимални доходак заснован на потребама
Минимални доходак заснован на потребама је социјални допринос у Аустрији, који је уведен 1. септембра 2010. Он је заменио социјалну помоћ, која је до сада, зависно од покрајине, била различито регулисана. Састоји се од новчане накнаде и бесплатног здравственог осигурања. Од 2018. године, минимални доходак износи најмање 838 евра за самце, 12 пута годишње. Особе које живе у заједници добијају 1,5 пута већи износ: 1.241,74 евра. Минимални доходак заснован на потребама требало би да буде реформисан ступањем на снагу Закона о основним принципима социјалне помоћи 1. априла 2019.

## Корисници
Право коришћења имају:
- Аустријски држављани,
- Држављани ЕУ или ЕЕА који су запослени у Аустрији или живе у Аустрији више од пет година,
- Држављани трећих земаља који законито бораве у Аустрији дуже од пет година, као и
- признате избеглице и супсидијарни корисници од доделе њиховог статуса.[2] Супсидијарни корисници у покрајинама Салцбург, Бургенланд и Штајерска, међутим, према УНХЦР-у, немају могућност подношења захтева за минимални доходак.[3] Од фебруара 2016. године, Доња Аустрија је, такође, укинула право на минимални доходак за супсидијарне кориснике.

## Бројеви и развој
Средином 2014. године број прималаца минималног дохотка у Аустрији износио је 238.000. До 2016. године број се повећао на 324.155. Скоро 60 % корисника минималног дохотка живело је у Бечу. Након пооштравања приступа минималном дохотку 2016. године у Горњој и Доњој Аустрији, оптерећење буџета града Беча је значајно порасло, јер се политика тамо придржавала прописа из 2015. године. Број корисника, посебно међу азилантима и признатим избеглицама, повећао се за 40 % у току једне године — од 2015. до 2016. Године 2016, 48,5 % прималаца били су странци. 22 % прималаца су избеглице и супсидијарни корисници.
У 2016. години, трошкови минималног дохотка су по први пут повећани на преко милијарду евра. За снажно повећање, посебно у Бечу, одговорна су углавном лица која имају право на азил и супсидијарну заштиту. Према подацима које је влада објавила у новембру 2018. године, 60 % регистрованих прималаца се сматра особама мигрантског порекла . Међутим, то је само једна трећина од укупног броја лица обухваћених програмом гаранција, будући да, између осталог, особе које нису способне за рад или малолетна деца (84.000 у 2017. години у целини) нису регистрована у Јавној служби за запошљавање . Потенцијалну миграциону позадину (критеријум: „Оба родитеља рођена у иностранству”) не прикупља Статистички завод Аустрије .
Подељено по држављанству, у просеку је месечно било 222.087 прималаца (307.853 у целој 2017), од чега је 50,42 % аустријских држављана. Око 7 % прималаца је дошло из земаља ЕУ или ЕЕА, а 42,4 % из трећих земаља.
По први пут, статистика Аустрије је у 2017. анализирала број прималаца који имају право на азил и оних који имају право на супсидијарну заштиту (31,2 %), без података за федералну државу Штајерску. Упитник члана тиролског Савета за социјална питања Габријеле Фишер открио је да закључно са октобром 2018. најмање 63 % минималног дохотка у Тиролу примају не-Аустријанци. У 2016. години, сличан одговор на упитник у Тиролу дао је 52 % не-Аустријанаца.
Накнада у Бечу је почетком 2017. године износила 837 евра по особи, док су, након промена у Горњој и Доњој Аустрији, новодошле особе примиле 572,50 евра. За свако домаћинство или заједнички стан, минимални доходак био је са 1.500 евра поклопљен. Суд за ревизију је 2009. године критиковао неправилности у управљању и недостатке у плаћању минималног дохотка у Бечу: документација је била непотпуна, недостајала би или не би била контролисана; новац би био исплаћиван без важеће личне карте; а деца, за коју је било плаћено, нису пронађена. Од стране града је одговорено да нису нестали никакви документи, као доказ идентитета код старијих прималаца прихватана је такође и истекла лична карта, а ако би се утврдили недостаци, они би се исправили.
У 2015. години, укупни трошкови минималног дохотка Аустрије износили су 807,6 милиона евра, што је 0,8 % свих социјалних издатака. У 2017. години трошкови би требало износити највише 1,5 милијарди евра. Само у Бечу се у 2017. години рачуна са око 208.000 прималаца и повећањем трошкова на 693 милиона евра. У новембру 2018. године, Европски суд правде поништио је закон који је усвојила црно-плава владајућа коалиција у Горњој Аустрији, који је ступио на снагу у јулу 2016. године, и предвидио знатно мањи минимални доходак за кориснике супсидијарне и привремене заштите него за особе са трајним правом на азил.

## Концепт
Као и код социјалне помоћи, минимални доходак заснован на потребама заснива се на супсидијарности . Он је доступан само оним лицима која немају одговарајуће сопствене ресурсе и због обавеза према трећим лицима нису у стању да адекватно задовоље своје потребе или потребе својих сродника. Износ уштеђевине којом корисник може да располаже има петоструку вредност месечних примања. (4.139,13 евра (2015)).
Минимални доходак се дели на износ који покрива животне потребе и износ за покривање стамбених потреба (= 25 % од стандардне стопе). Ко живи у сопственом стану, не добија део за стамбене потребе. Ако реални стамбени захтеви не буду покривени добијеним делом за стамбене потребе, може се још увек поднети захтев за стамбену помоћ.
Они који примају минимални доходак аутоматски су здравствено осигурани и примају е-картицу .
Потребна законска прилагођавања довеле су до одлагања увођења минималног дохотка у неким покрајинама, а тиме и до ретроактивних исплата. Горња Аустрија је била последња покрајина која је 7. јула 2011, минимални доходак увела у државни закон.
За разлику од старе социјалне помоћи, однос гарантованог минималног дохотка заснованог на потребама зависи од спремности за рад примаоца, што укључује и учествовање у мерама обуке и мерама реинтеграције услуга тржишта рада, као и мере саветовања и подршке. Изузетак су особе које су достигле стандардну старосну границу за пензионисање, особе са обавезама бриге за децу која још нису напунила 3. годину живота, под условом да не постоји одговарајућа установа за збрињавање, особе које брину о сродницима који примају накнаде за збрињавање најмање нивоа 3, и особе које пружају бригу за терминално болесне или тешко болесну дјецу.
У случају одбијања да се прихвати рад који је понуђен од стране АМС-а (Сервис тржишта рада) или да се учествује у политици тржишта рада, износ минималног дохотка може се на неодређено време смањити за 25 %, у поновљеном случају за 50 % или, у случају упорног одбијања, чак и потпуно елиминисати. Жалбе против ових смањења немају суспензивни ефекат.
Накнаде за децу варирају од покрајине до покрајине, али износе најмање 149,01 евра. Прво троје деце лица са правом коришћења минималног дохотка обично добијају већу накнаду од наредне, док код породичног додатка, важи обрнути принцип (за друго дете се исплаћује већи породични додатак него за прво, итд).
| месечно                                                            | износ         |
| ------------------------------------------------------------------ | ------------- |
| самци и самохрани родитељи                                         | 827,82 евра   |
| за (венчане) парове                                                | 1.241,74 евра |
| за малолетну децу која имају право на породични додатак            | 149,01 евра   |
| за сваку додатну одраслу особу и особу са правом на издржавање     | 413,91 евра   |
| за особе у заједничком стану без заједничких захтева за издржавање | 620,81 евра   |